# Rue de la Source (Nancy)
Pour les articles homonymes, voir Rue de la Source.
La rue de la Source est une voie de la commune de Nancy, au sein du département de Meurthe-et-Moselle, en région Lorraine.

## Situation et accès
La rue de la Source, d'une direction générale nord-sud, est sise au sein de la Vieille ville, à proximité du Cours Léopold, et appartient administrativement au quartier Ville Vieille - Léopold.
Placée parallèlement au Cours Léopold et à la Grande-Rue, la rue de la Source relie la rue de la Monnaie à la rue Saint-Michel. Du nord au sud, la voie possède également des carrefours avec les rues du Duc Raoul, du Cheval-Blanc et Saint-Urbain.

## Origine du nom
Ce nom lui vient du ruisseau de Boudonville, la Boudière, qui, passant sous l'hôtel d'Olonne sortait à ciel ouvert au milieu de la rue, pour s'en aller arroser ensuite plusieurs petites rues des alentours du quartier de Saint-Epvre.

## Historique
Cette rue a été nommée « rue Narxon », « rue Naxon » ou « rue Nâchon », « rue Derrière les Étuves », « rue du Devant » (par opposition à la rue Jacquard, appelée « rue Derrière »), « rue des Suisses », puis au XVIIe siècle « rue de la Source », en 1767 « rue du Bout-du-Bois », et finalement « rue de la Source ».

## Bâtiments remarquables et lieux de mémoire
- no 5 : Immeuble, inscrit au titre des monuments historiques pour sa porte d'entrée par arrêté du 15 mars 1944[2].

- no 10 : Hôtel du marquis de ville, classé au titre des monuments historiques, pour sa fontaine de Neptune en pierre située dans la cour, par décret du 22 février 1927[3].

- no 11 : Immeuble, inscrit au titre des monuments historiques par arrêté du 14 mars 1944 pour sa façade et toiture sur rue[4].

- no 15 : Immeuble, inscrit au titre des monuments historiques pour son escalier avec balustres en pierre et en bois par arrêté du 14 mars 1944[5].

- no 27 : Hôtel de Brémoncourt, inscrit au titre des monuments historiques par arrêté du 15 mars 1944 pour la porte cochère, vantaux compris[6].

- no 29 : Hôtel Philbert, inscrit au titre des monuments historiques pour sa porte d'entrée y compris ses menuiseries par arrêté du 3 mars 1944[7].

- no 37 : Hôtel de Spada, avec une porte sur rue inscrite au titre des monuments historiques par arrêté du 13 mars 1944[8].

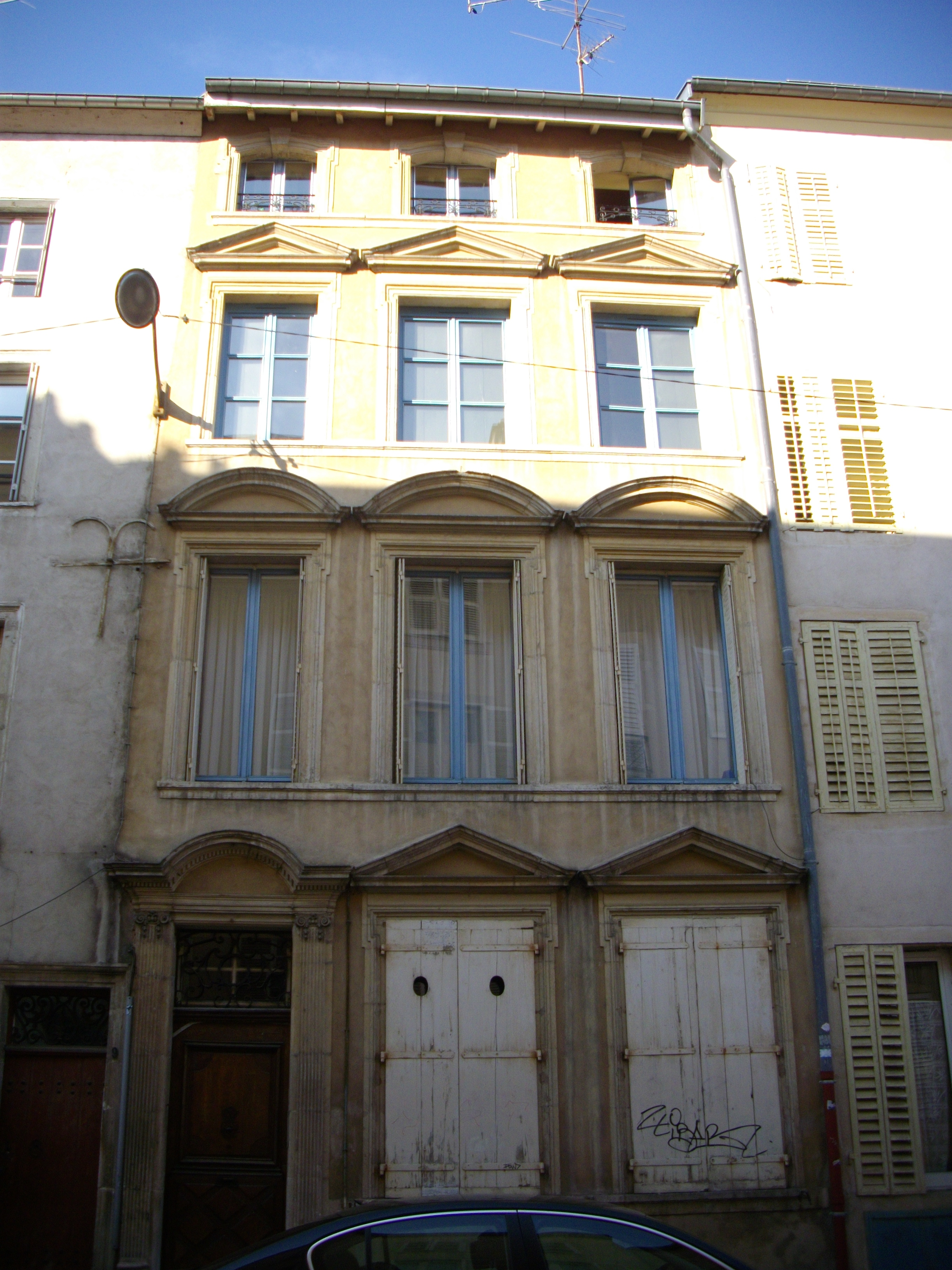
Façade d'un immeuble, au no 11 de la rue.
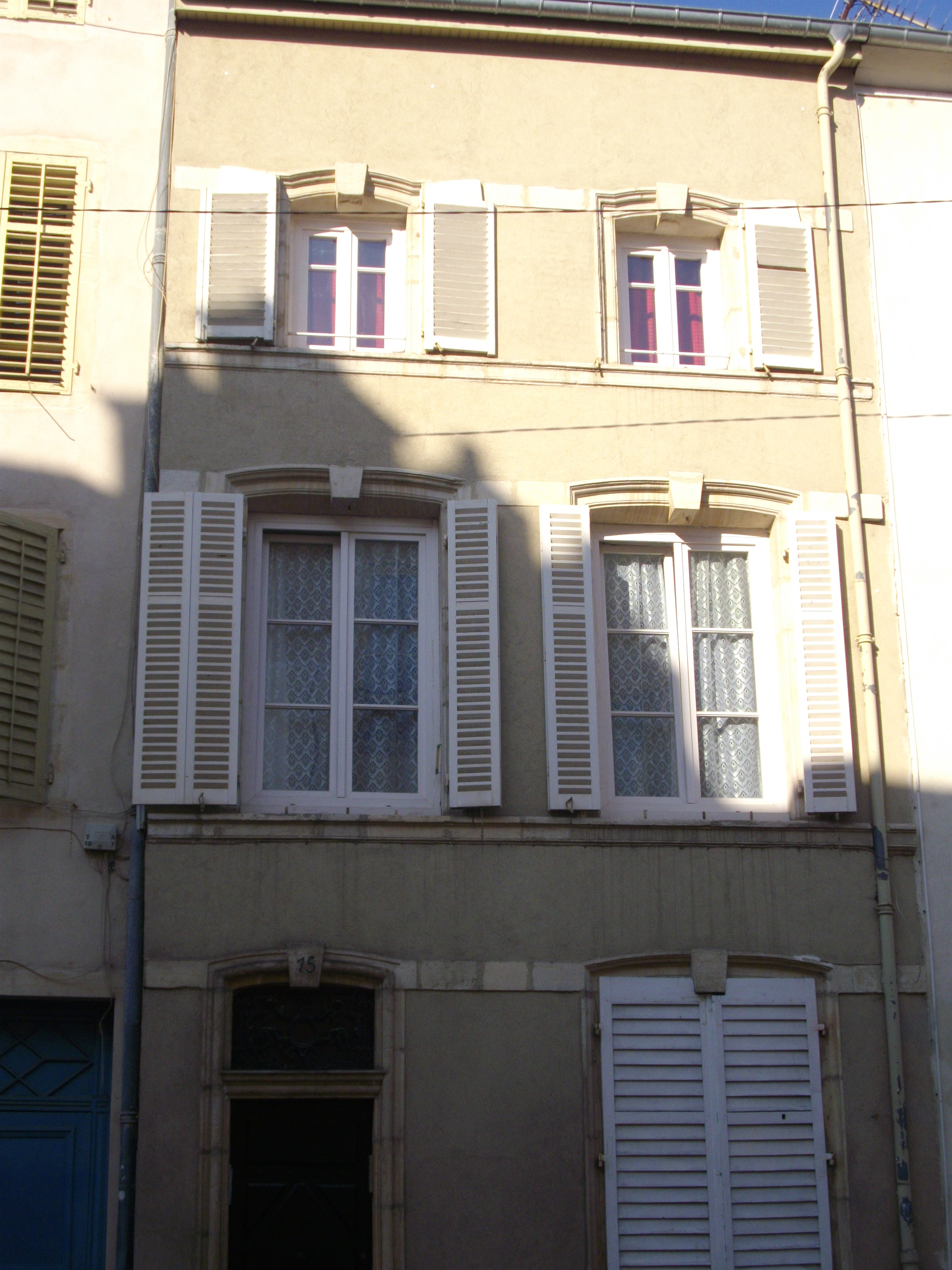
Immeuble, au no 15 de la rue.
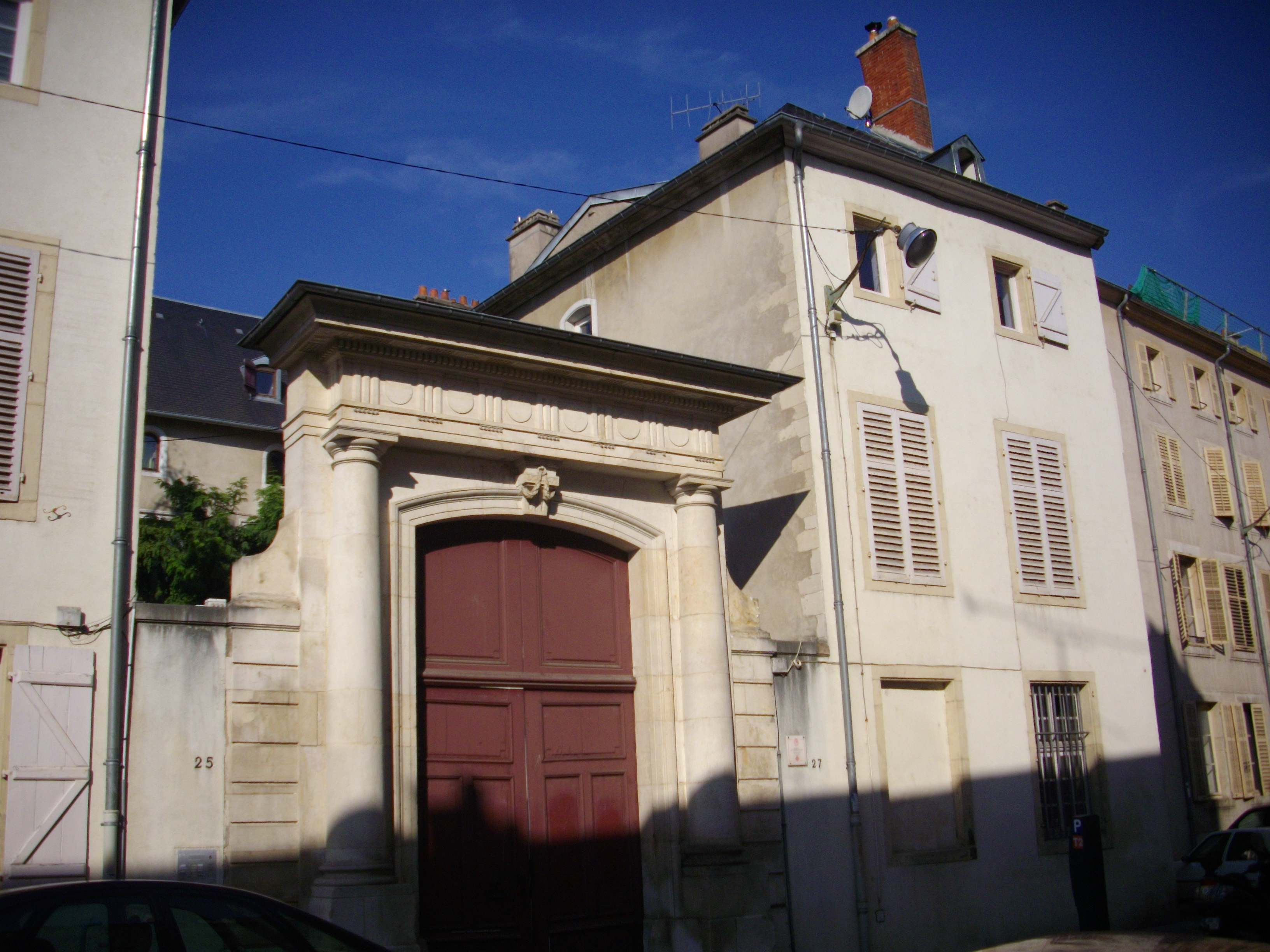
Hôtel de Brémoncourt.
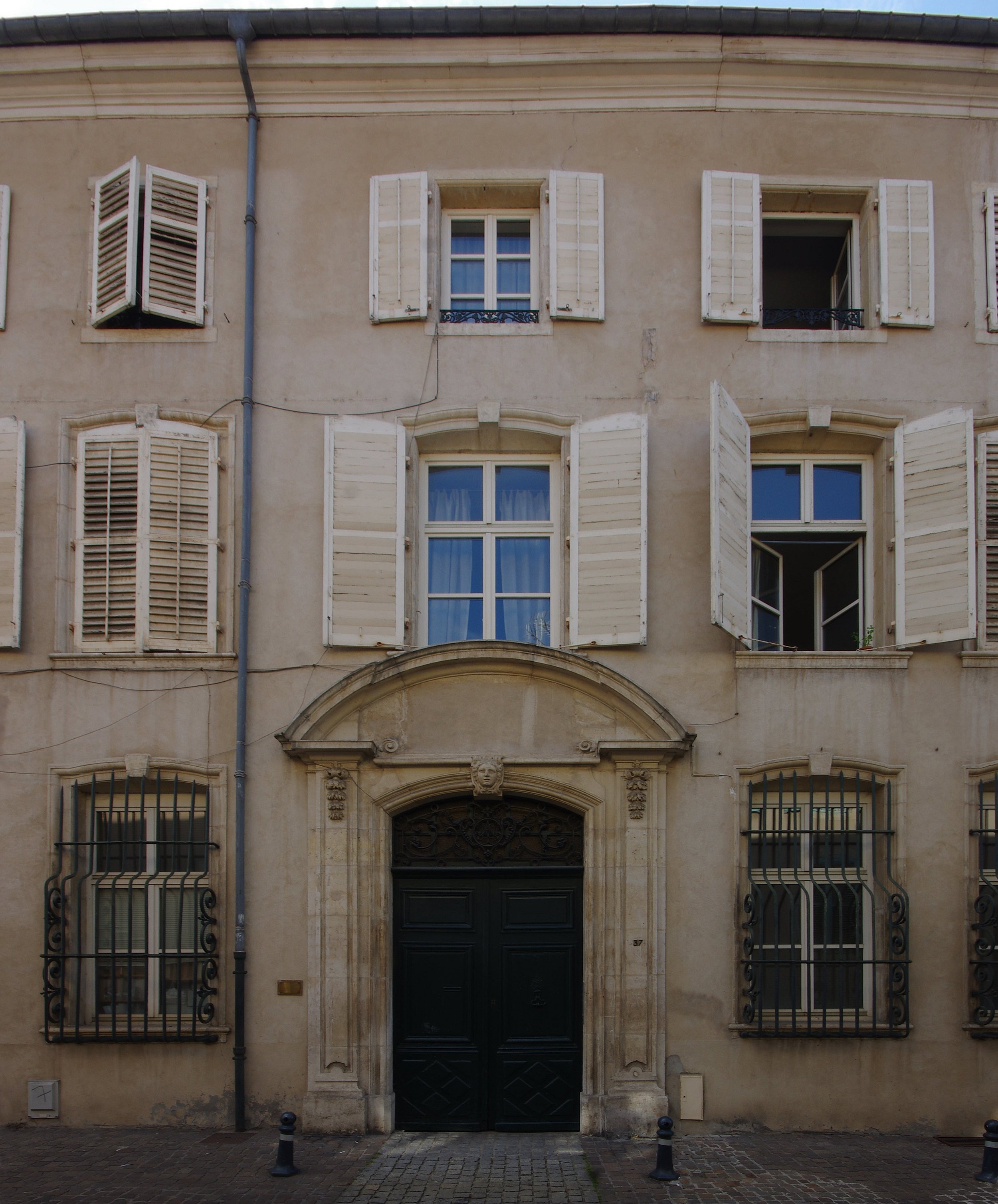
Hôtel de Spada.